# HARKing
De term HARKing is een afkorting van de Engelse term "Hypothesizing After the Results are Known", in het Nederlands: "het opstellen van hypothesen nadat de resultaten bekend zijn geworden". Deze term wordt veel in de sociale- en geesteswetenschappen gebruikt.

## Voorbeeld
Een boogschutter wil een ver doel precies in het midden raken. Enkele personen hebben zich om hem heen geschaard. De boogschutter maakt echter niet precies zijn voornemen bekend ("ik heb de hypothese dat ik dat doel van deze lange afstand zal kunnen raken"), maar geeft alleen aan de toeschouwers aan dat hij wil schieten.
Zijn eerste schot mist en hij raakt de buitenste ring van het doel. Dan wendt de schutter zich tot de toeschouwers en beweert: "Dat is precies het punt dat ik wilde raken. Dit bewijst dat ik een goede boogschutter ben."
"Dat is precies het punt [...]" is zijn hypothese en het resultaat is dat de pijl de rand van het doel raakt. Dus zijn hypothese werd gemaakt nadat de resultaten bekend waren geworden; de sportschutter doet dus aan HARKing.

## Tegenmaatregelen
Steeds meer wetenschappelijke tijdschriften stappen nu over op registered reports om wetenschappelijk wangedrag zoals HARKing en p-hacking tegen te gaan. 